# مجید سعیدی
مجید سعیدی (متولد ۹ اسفند ۱۳۵۳ در تهران) عکاس ایرانی است.

## زندگی حرفه‌ای
او در ۱۶ سالگی عکاسی پایه را نزد احمد ناطقی یادگرفت.
در سال ۱۳۶۹ (۱۹۹۰ میلادی)، اولین فعالیت جدی عکاسی خبری مجید سعیدی در جریان جنگ خلیج فارس در مرز ایران و عراق آغاز گردید.
در سال ۱۳۷۲ (۱۹۹۳ میلادی) همکاری خود را با روزنامه ایرانی ابرار شروع نموده و متعاقباً با روزنامه‌های اخبار، صبح امروز، انتخاب، مشارکت، ایران و جام جم ادامه داد و عکاسان زیادی را پرورش داد.
در سال ۱۳۸۲ (۲۰۰۲ میلادی)، همکاری خود را با مؤسسه گتی ایمیجز آمریکا آغاز نمود و در حال حاضر به عنوان عکاس مستقل در منطقه خاورمیانه مشغول بکار است. 
وی دارای نشان درجه یک هنری کشور ایران است.
او هفت بار عنوان بهترین عکاس خبری ایران را از فستیوال مطبوعات ایران به دست آورده او همچنین به عنوان نماینده مسئولیت انتخاب و معرفی هنرمندان جوان در خاورمیانه را عهده دارد.
آثار او در روزنامه‌ها و مجلات معتبر بین‌المللی همچون تایمز لندن، اشپیگل، لایف، نیویورک تایمز، واشینگتن پست، واشینگتن تایمز، مجله تایم و پاری مچ به چاپ رسیده است.
تمرکز اصلی او بر روی موضوعات اجتماعی و انسانی با تکیه بر مسئله حقوق بشر و عدالت اجتماعی خصوصاً در منطقه خاورمیانه است.

## جوایز
مجید سعیدی برنده جوایز مختلف ایرانی و بین‌المللی است.
او ۷ بار مقام اول فستیوال مطبوعات ایران را از آن خود کرده و برنده بیش از ۲۰ جایزه معتبر عکاسی در ایران است.
برخی از این جوایز بین‌المللی او عبارتند از:
- جایزه تصویر سال آمریکا (POYi)، سال ۱۳۸۵ (۲۰۰۵ میلادی) و ۱۳۸۹ (۲۰۰۹ میلادی)
- جایزه حقوق بشر بنیاد هنری ننن آلمان (Henri Nannen)، سال ۱۳۹۰ (۲۰۱۰ میلادی)
- جایزه بین‌المللی رقابت عکس خبری چین (CHIPP)، سال ۱۳۹۰ (۲۰۱۰ میلادی) و ۱۳۹۳ (۲۰۱۳ میلادی)
- جایزه دوم یونیسف (UNICEF)، سال ۱۳۹۰ (۲۰۱۰ میلادی)
- جایزه بنیاد لوسی آمریکا (Lucie)، سال ۱۳۹۱ (۲۰۱۱ میلادی)
- جایزه رابرت اف کندی آمریکا (R.F.Kennedy)، سال ۱۳۹۲ (۲۰۱۲ میلادی)
- جایزه  آر پی اس (RPS) ژاپن، سال ۱۳۹۳ (۲۰۱۳ میلادی)
- جایزه سوم انجمن عکاسان ملی آمریکا (NPPA)، سال ۱۳۹۳ (۲۰۱۳ میلادی)
- جایزه دوم بنیاد ورلد پرس هلند (WorldPress Photo)، سال ۱۳۹۳ (۲۰۱۳ میلادی)
- نشان لوکاس دولگا فرانسه، پاریس(Lucas Dolega)، سال ۱۳۹۳ (۲۰۱۴ میلادی)
- جایزه کتاب سال فوتو اویدنس آمریکا (PhotoEvidence)، سال ۱۳۹۳ (۲۰۱۴ میلادی)
- جایزه مستر فوتوژورنالیزم ایتالیا (Festival Della Fotografia Etica)، سال ۱۳۹۴ (۲۰۱۴ میلادی)
- جایزه فتورپورتاژ، فرانسه ۱۳۹۴ (۲۰۱۵)
- جایزه 10 عکاس برتر سال چین 1398 (2018)
- جایزه دوم استامبول فتو ،ترکیه 1401 (2020)

## آثار
منتخبی از مجموعه افغانستان، زندگی در جنگ مجید سعیدی که حاصل سفرهای متعدد او و اقامت وی از سال ۱۳۸۹ (۲۰۰۹ میلادی) در افغانستان است. مجموعه گسترده‌ای متشکل از زیرفصل‌های کوچک بیست تا سی تایی از موضوعات متفاوت که به زندگی و شرایط مردم افغانستان پرداخته و «زندگی در جنگ» نام دارد. توسط انتشارات بنیاد فوتو اویدنس آمریکا به صورت کتاب در سال ۱۳۹۴ (۲۰۱۴ میلادی) منتشر شده است.
و همچنین مجموعه آثار وی در تیراژه محدود در سال ۲۰۱۲ در پاریس از طرف انتشارات زین به چاپ رسید